# Eriknauer
Eriknauer er en landsby i Hatting Sogn, Hedensted Kommune. Området har gårde og før i tiden en skole med klasser fra 1. til 3. Derefter skolebus til Hatting. Efter kommunereformen i 1969 var der skolegang i Løsning. Den gamle skole i Eriknauer brændte på et tidspunkt.